# Dorota Nowakowska
Dorota Nowakowska (ur. 10 sierpnia 1964 w Warszawie) – polska aktorka filmowa i teatralna.
W 1987 ukończyła studia na PWST w Warszawie. Aktorka Teatru Ateneum w Warszawie.

## Filmografia
- 2003: Psie serce jako głos psa
- 2004: Sublokatorzy jako kobieta z Komisji Kontroli Biur Poselskich (odc. 2)
- 2004–2011: Plebania jako Wala Kałygina, kuzynka babci Józefiny
- 2006–2009, 2011–2016: Ranczo jako Celina Hadziukowa
- 2007: Twarzą w twarz jako Barbara, żona „Piekarza”
- 2007: Ranczo Wilkowyje jako Celina Hadziukowa
- 2012–2013: Przepis na życie jako Hanna Wyproń, urzędniczka USC
- 2014: Sama słodycz jako Izabela Rekrut, matka Fryderyka
- 2015: Chemia jako pielęgniarka „na chemii”
- 2018: Kto napisze naszą historię (Who Will Write Our History) jako matka 15-latki
- 2019–2020: Przyjaciółki jako matka Maksa (odc. 155 i 179)
- 2019: Echo serca jako Wanda, sąsiadka Sowińskiego

## Dubbing
- 2004: Scooby Doo i potwór z Loch Ness jako prof. Fiona Pembrok
- 2003: Księga dżungli 2
- 1999-2003: Nieustraszeni ratownicy
- 1999: Eugenio
- 1987-1990: Kacze opowieści jako Złotka Błyskotka (nowa wersja)
- 1977-1980: Kapitan Grotman i Aniołkolatki jako Dee Dee Sykes